# Réserve naturelle nationale du Venec
La réserve naturelle nationale du Venec (RNN111) est une réserve naturelle nationale située en Bretagne dans la commune de Brennilis, dans le département du Finistère. Créée par décret en 1993 pour une superficie de 48 ha afin de protéger un ensemble de tourbières, elle a vu son périmètre redéfini en 2023 avec un total de 334,10 ha.

## Localisation

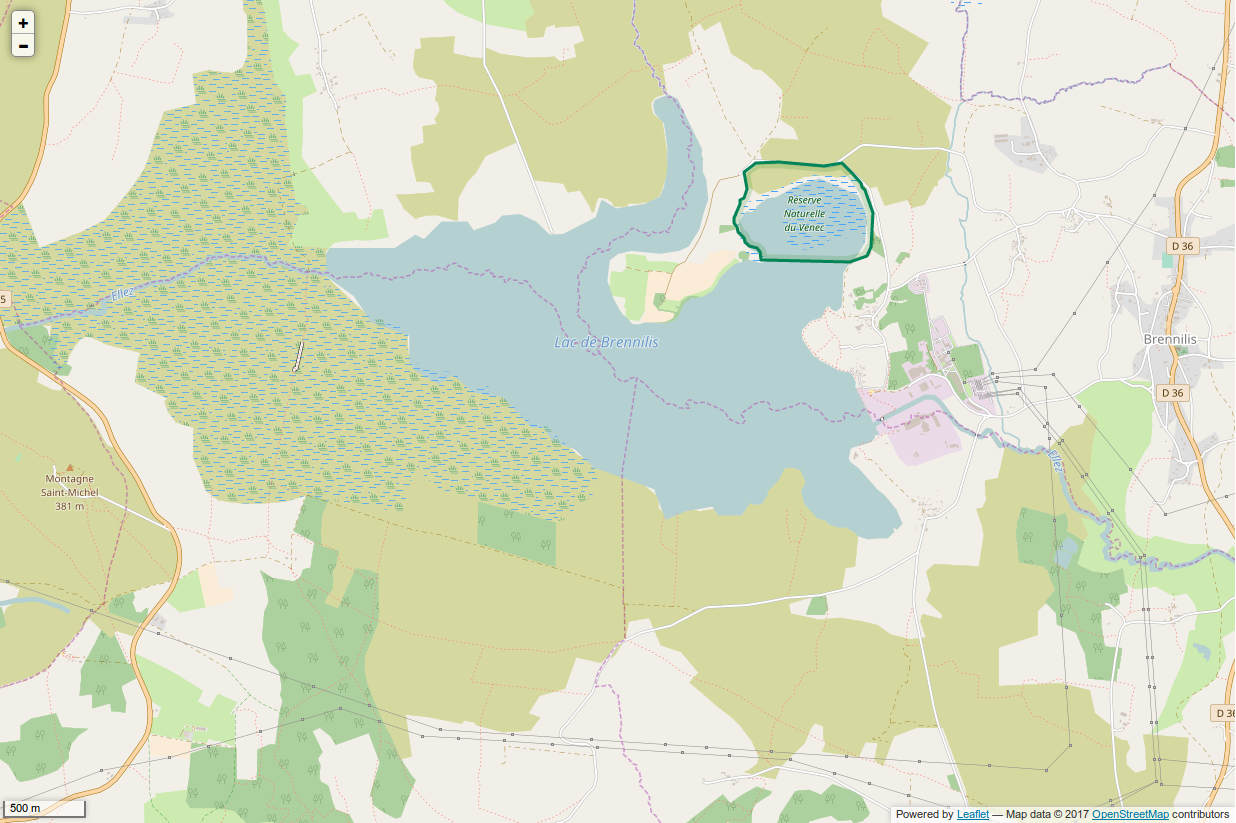
Périmètre de la réserve naturelle.

Au cœur des monts d’Arrée, le territoire de la réserve naturelle est dans le département du Finistère, sur la commune de Brennilis à environ 25 km au sud de Morlaix. Il s'étend sur la rive Nord du lac-réservoir Saint-Michel, sur 48 hectares (Le lac a été créé sur 500 hectares environ pour réguler le cours de l'Éllez utilisé par l'usine hydroélectrique de Saint Herbot, il a également été utilisé dans le refroidissement de la centrale nucléaire de Brennilis). 
Très représentative du « Yeun-Elez » (paysage de tourbières des monts d'Arrée), la réserve naturelle est structurée en 3 parties avec en lisière des landes et prairies humides, de petites saulaies conduisant à une tourbière basse dite de transition, dans des bas-marais acides (dit lagg), souvent inondée, qui cerne elle-même la véritable tourbière bombée dite « ombrogène » posée sur un socle granitique acide.

## Histoire du site et de la réserve

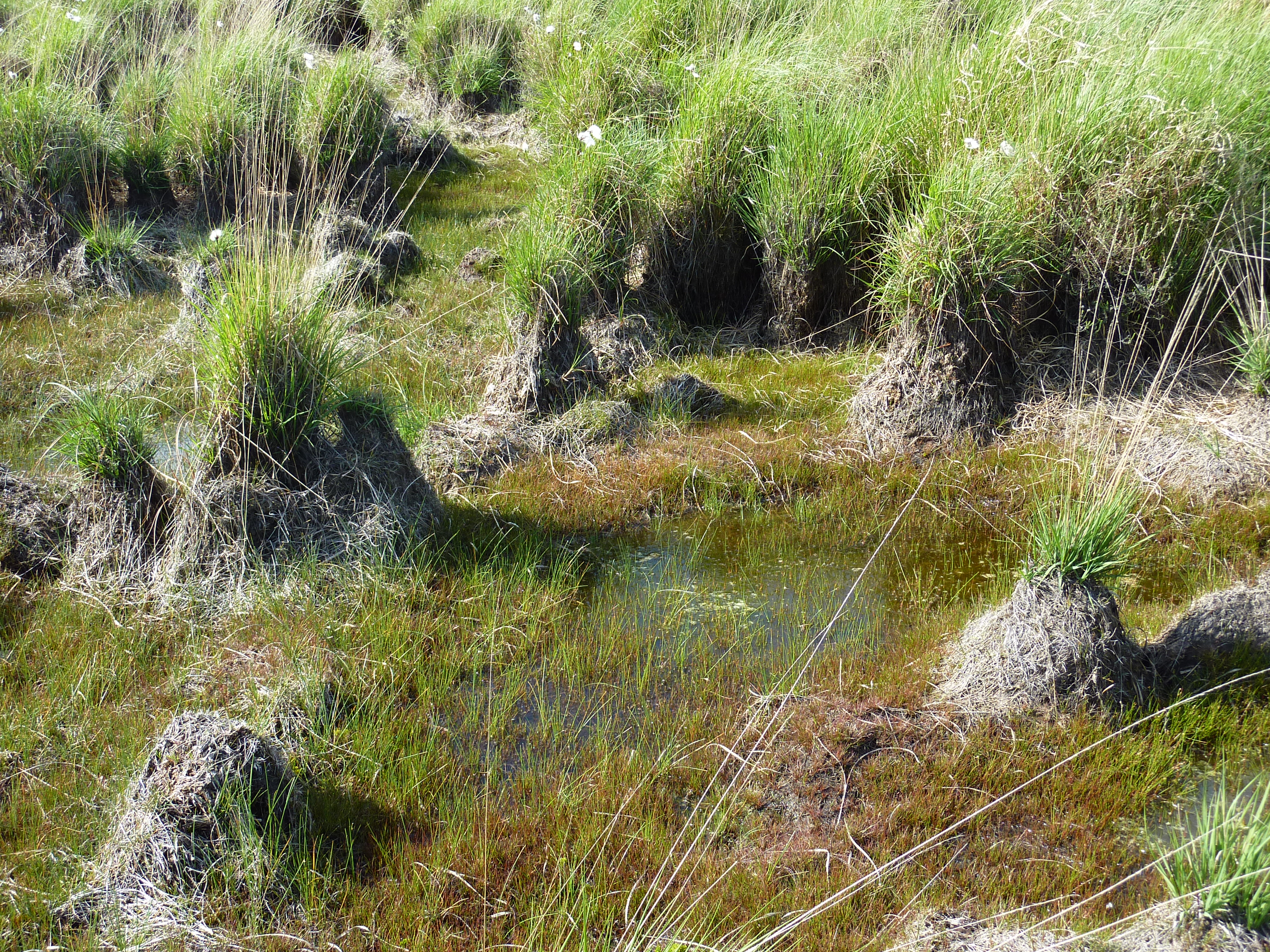
Touradons (touffes surélevées) de Molinie bleue, et tapis de sphaignes inondées, caractéristiques de la tourbière acide.

La carte de Cassini montre que les tourbières et le site et ses alentours étaient autrefois occupés par plusieurs hameaux. Les tourbières ont été exploitées par des moyens traditionnels jusqu'à la fin des années 1950, puis en grande partie détruites par submersion à la suite de la constitution du lac-réservoir de Saint-Michel qui a inondé environ 1/3 de la zone du Yeun-Elez.
La montée du niveau de l'eau avait toutefois réactivé la formation de tourbe, rajeunissant les zones périphériques les plus basses et proches du lac, alors que l'arrêt de l'exploitation de tourbe avait permis le développement d'un succession végétale typique d'une tourbière océanique. Dans les mêmes temps les autres grandes tourbières de l'ouest de la France étaient détruites par leur exploitation et le drainage.
La tourbe restante a failli être industriellement exploitée dans les années 1980 par la Société des Terreaux Armoricains, mais une étude demandée par la Commission départementale des sites (notamment à la suite d'une alerte et demande de la Société pour l’Étude et la Protection de la Nature en Bretagne) a confirmé la valeur patrimoniale exceptionnelle des tourbières de Brennilis, aboutissant à la mise en place d'une réserve naturelle nationale en 1993. D'autres travaux ont confirmé la haute valeur du site). La tourbière du Venec et les tourbières des monts d'Arrée sont les seules tourbières primordiales retenues par l'inventaire national pour la Bretagne et comme de valeur floristique internationale et de valeur régionale pour la faune [réf. nécessaire].

## Écologie (biodiversité, intérêt écopaysager…)
Située au cœur des monts d’Arrée, la réserve naturelle est aujourd'hui destinée à protéger un paysage remarquable de landes humides et de tourbières actives. Outre un paysage exceptionnel et unique, la réserve a permis de conserver l'unique grande tourbière à sphaignes bombée encore active de Bretagne (4,5 à 5 m d'épaisseur au niveau du bombement). Les tourbières font partie des puits de carbone naturels.
La réserve est importante pour la préservation d'espèces animales ou végétales rares ou devenues rares inféodées aux tourbières (Sphaigne de la Pylaie, le rare Lycopode inondé, la linaigrette ou des plantes carnivores dont les deux rossolis susceptibles d'être trouvées en Bretagne et l'Utriculaire). On y observe l'Argyronète (araignée au mode de vie pour partie subaquatique), des papillons devenus rares, tel le Damier de la succise protégé au niveau national). On y trouve aussi des libellules telles que le Sympétrum noir, elle est aussi une zone unique de reproduction pour certaines espèces de milieux ouverts dont des oiseaux, reptiles (Lézard vivipare, Vipère péliade…).

## Intérêt touristique et pédagogique
Plusieurs sentiers sont aménagés aux environs, permettant notamment de découvrir la réserve à partir des collines voisines.

## Administration, plan de gestion, règlement
La réserve naturelle est gérée depuis le 29 juin 1994 par l'association Bretagne Vivante - SEPNB, sous l'autorité du ministère chargé de l'environnement via la DIREN (devenue DREAL, et dans le cadre de l'application de l'arrêté préfectoral no 94/1231 du 16 juin 1994 qui a défini la composition du comité consultatif de la réserve).
C'est un élément important du réseau Natura 2000 et de la trame verte et bleue de Bretagne. Le premier plan de gestion de la réserve naturelle a été validé par le ministère de l'Aménagement du territoire et de l'environnement le 21 janvier 1999. Le siège de l'administration est basé dans la commune du Cloître-Saint-Thégonnec.
La commune a en 2009 donné son accord pour qu'une partie de son territoire (zones protégées de l’arrière de la commune et de la vallée de l’Éllez) puisse devenir  ENS (Espace Naturel Sensible) et alors faire l'objet d'acquisition foncière par le département, et d'aides du conseil général pour sa gestion. Les anciens propriétaires pourront encore dans le cadre d'une conventions signées avec le conseil général y poursuivre des activités agricoles respectueuses de l’environnement.

### Outils et statut juridique
La réserve naturelle a été créée par un décret du 9 février 1993.
Le périmètre est étendu à 334,10 ha par un décret du 23 mai 2023.